# 고사카 젠타로

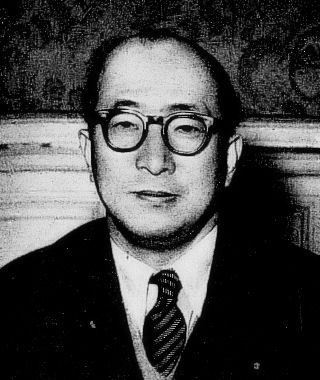
고사카 젠타로

고사카 젠타로(일본어: 小坂 善太郎, 1912년 1월 23일 ~ 2000년 11월 26일)는 일본의 정치인이다. 자유민주당의 중의원 의원으로, 외무대신, 노동대신, 경제기획청 장관을 지냈다.
1912년, 나가노현 나가노시에서 태어나, 가쿠슈인을 거쳐, 1935년에 도쿄상과대학(지금의 히토쓰바시대학) 을 졸업하였다. 미쓰비시 은행(三菱銀行)과 신에쓰 화학공업 근무를 거쳐, 1946년 제22회 중의원 의원 총선거에 당시 나가노 1구에 입후보하여 첫 당선되었고, 이후 16번 당선되었다. 제5차 요시다 내각에서 노동대신을 지냈다.
1960년, 제1차 이케다 내각에서 외무대신이 되었고, 미국과 협조하면서, 오히라 마사요시와 함께 고도 경제성장에 의한 경제대국 건설을 목표로 하는 이케다 외교를 추진하였다. 그 후에는 경제기획청 장관, 자유민주당 정무조사회장, 외교 조사회장을 지냈다. 미키 개조내각에서는 외무대신이 되었으나, 직후 오히라 파벌에서 이탈하였다. 1982년 훈1등 욱일대수장을 수상하였고, 같은 해 국제 연합 평화상을 수상하였다.
1983년 12월, 제37회 중의원 의원 총선거에서 처음으로 낙선을 경험하였고, 1986년 제38회 중의원 의원 총선거에서 국정에 복귀해, 이후 나카소네 야스히로 파벌에 속하였다. 1990년, 제39회 중의원 총선거에서 불출마를 선언하고, 차남 겐지에게 지반(地盤)을 양보하고, 정계에서 은퇴하였다. 1995년, 국제 연합 50주년 기념 국내 위원회 위원장을 지냈다. 2000년 11월 26일, 88세의 나이로 사망하였다.

## 역대 선거 기록
|  | 15.1% |

|  | 24.9% |

|  | 24.5% |

|  | 26.5% |

|  | 24.9% |

|  | 24.9% |

|  | 28.3% |

|  | 31.5% |

|  | 28.1% |

|  | 26.7% |

|  | 25% |

|  | 27% |

|  | 19.6% |

|  | 25.5% |

|  | 23.4% |

|  | 16.7% |

|  | 22.9% |